# Mardoni, Musoni, Eugeni i Metel de Neocesarea
Mardoni, Musoni, Eugeni i Metel de Neocesarea foren cristians que van morir màrtirs durant les persecucions de l'emperador romà Deci del segle iii a la ciutat de Neocesarea. Aquesta ciutat podria correspondre a Neocesarea de Mauritània o bé Neocesarea, a la província romana de Macedònia. Cremats, les seves restes foren abocades al riu Axum, identificat per alguns autors amb el riu Axius. L'Església Catòlica els commemora el 24 de gener, l'Església Ortodoxa el 30 de setembre.